# Клей (округ, Айова)
Клей (англ. Clay County) — округ в США, штате Айова. На 2000 год численность населения составляла 17 372 человек. По оценке бюро переписи населения США в 2009 году население округа составляло 16 617 человек. Окружным центром является город Спенсер.

## История
Округ Клей был сформирован 15 января 1851 года.

## География
Согласно данным Бюро переписи населения США площадь округа Клей составляет 1473 км².

### Основные шоссе
- Шоссе 18
- Шоссе 71
- Автострада 10

### Соседние округа
- Дикинсон  (север)
- Пало-Алто  (восток)
- Бьюна-Виста  (юг)
- О’Брайен  (запад)

## Демография
По данным переписи населения 2000 года в округе проживало 17 372 жителей. Среди них 22,9 % составляли дети до 18 лет, 19,0 % люди возрастом более 65 лет. 50,9 % населения составляли женщины.
Национальный состав был следующим: 97,8 % белых, 0,3 % афроамериканцев, 0,2 % представителей коренных народов, 1,1 % азиатов, 3,0 % латиноамериканцев. 0,7 % населения являлись представителями двух или более рас.
Средний доход на душу населения в округе составлял $19451. 10,8 % населения имело доход ниже прожиточного минимума. Средний доход на домохозяйство составлял $44746.
Также 88,0 % взрослого населения имело законченное среднее образование, а 16,3 % имело высшее образование.